# Lotus Symphony (MS-DOS)
Lotus Symphony era un paquete de software integrado para crear y editar texto, hojas de cálculo, gráficos y otros tipos de documentos en los sistemas operativos MS-DOS. Lotus Development lo lanzó como continuación de su popular programa de hojas de cálculo , Lotus 1-2-3, y se produjo entre 1984 y 1992. Lotus Jazz en Apple Macintosh era un producto hermano.
IBM revivió el nombre de Lotus Symphony en 2007 para una nueva suite ofimática basada en OpenOffice.org, pero los dos programas no están relacionados.

## Historia
Lotus 1-2-3 se había creado originalmente como un producto integrado con funciones de hoja de cálculo, base de datos y gráficos (de ahí el nombre "1-2-3"). Otros productos descritos como "integrados", como Ashton-Tate 's Framework y AppleWorks, de Apple Computer, normalmente incluían funciones de procesador de texto. Symphony fue la respuesta de Lotus.

## Descripción general
Symphony para MS-DOS es un programa que se carga completamente en la memoria al iniciarse y puede ejecutarse como una tarea de MS-DOS en versiones de Microsoft Windows (3.x / 95/98 / ME). Con el símbolo del sistema y un archivo .pif, Symphony también se puede utilizar en Windows XP y sus sucesores.[cita requerida]
Usando ALT + F10, el usuario puede alternar entre los cinco "entornos" del programa, cada uno una representación de los mismos datos subyacentes. Los ambientes son:
- SHEET, un programa de hoja de cálculo muy similar a 1-2-3
- DOC, un procesador de textos
- GRAPH, un programa de gráficos gráficos
- FORM, un sistema de gestión de bases de datos basado en tablas
- COMM, un programa de comunicaciones

Se pueden "adjuntar" y activar varias "aplicaciones complementarias", lo que amplía las capacidades de Symphony, incluido un potente administrador de macros, un delineador de documentos, un corrector ortográfico, estadísticas, varias configuraciones de comunicaciones y un tutorial, que demuestra el uso de Symphony ejecutando macros. El programa permite que la pantalla se divida en paneles y ventanas distintas, mostrando diferentes vistas de los datos subyacentes simultáneamente, cada una de las cuales puede mostrar cualquiera de los cinco entornos. Entonces, el usuario puede ver que los cambios realizados en un entorno se reflejan en otros simultáneamente, quizás la característica más interesante del paquete.
Todos los datos que maneja Symphony se guardan en celdas similares a hojas de cálculo. Los otros entornos (procesamiento de texto, base de datos, comunicaciones, gráficos) en esencia solo cambian el formato de visualización y el enfoque de esos datos (incluidos los menús disponibles, las teclas especiales y la funcionalidad), que se pueden guardar y recuperar como. Archivos WR1.
Symphony fue diseñado para funcionar completamente con 640 kB estándar de memoria convencional, complementado con cualquier memoria expandida . Paquetes similares y competitivos incluyen SmartWare, Microsoft Works, Context MBA, Framework, Enable y Ability Office .
El motor de hoja de cálculo de Symphony era similar, pero no igual, al utilizado en Lotus 1-2-3, que alguna vez fue el más popular de su tipo. Entre las mejoras adicionales se incluyen:
- La capacidad de crear hojas de cálculo con apariencia de aplicación única utilizando menús personalizados controlados por macros y ventanas de visualización, el resultado son aplicaciones controladas por menús que, para el usuario, se parecían poco a su herencia original de hojas de cálculo.
- Un menú de hoja de trabajo reorganizado, colocando COPIA como el primer elemento del menú, luego los otros elementos utilizados con más frecuencia después de eso.
- Funciones adicionales de @ fórmula basadas en fórmulas de hoja de cálculo únicamente de 1-2-3.
- Múltiples sistemas de menú, que retienen los elementos del menú del primer carácter identificados de forma exclusiva de 1-2-3.
- La adición de la tecla TAB para anclar rangos, en lugar de simplemente usar la tecla de punto.
- La capacidad de copiar "a una ubicación" y terminar en esa ubicación, en lugar de en la copia "desde la ubicación".

Symphony puso el poder de la hoja de cálculo al alcance de los dedos del usuario y usó todas las teclas disponibles en el teclado de PC de 84 teclas de IBM. De esta manera, el usuario podría usar ambas manos para seleccionar funciones de menú, navegar por menús y hojas de cálculo, así como todas las demás funciones de Symphony mediante el tacto. La introducción del teclado de 104 teclas IBM PC de EE. UU. Y los teclados ergonómicos posteriores diluyeron esta ventaja.
En comparación con otros procesadores de texto del momento, como Micropro WordStar 3.3, WordPerfect 4.2 y Microsoft Word 2.0, el entorno de procesamiento de texto de Symphony era simple, pero efectivo y sin complicaciones.
En comparación con otros programas de bases de datos de la época (como dBase III de Ashton-Tate, MDBS Knowledgeman, Borland Paradox  2.0 y Borland Reflex 1.0), el entorno FORM de Symphony no era tan robusto, dado que carecía de las capacidades analíticas de Reflex y del poder pseudorrelacional de dBase III. . Sin embargo, era integrado directamente en la hoja de cálculo e incluyó la capacidad de "generar" un formulario a partir de los campos de la hoja de cálculo. El generador crearía automáticamente el formulario de entrada de la base de datos, toda la arquitectura de la hoja de cálculo subyacente, con nombres de rango y campos de consulta, convirtiendo una hoja de cálculo simple en una base de datos instantánea en segundos. Symphony en su versión 3.0 extendió las mejoras anteriores con complementos adicionales, en particular:
- GUI (interfaz gráfica de usuario) WYSIWYG (lo que ves es lo que obtienes) y la adición de soporte para mouse
- BASE, la capacidad de integrarse con cualquier archivo dBase IV, sin importar su tamaño.
- Complemento ExtraK, que amplía las capacidades de memoria para hojas de cálculo de más de 4 MB.

Al igual que su predecesor Lotus 1-2-3, Symphony contenía un lenguaje de programación relativamente poderoso conocido como su "Symphony Command Language (o SCL)", que se podía guardar en una hoja de cálculo o por separado en "bibliotecas" en forma de macros. : listas de operaciones de menú, datos y otras palabras clave macro. (Una es "menucall", que permite a los usuarios llamar a sus propios menús, incrustados en hojas de cálculo, que se comportan como los de Symphony. ) El modo "aprender" de Symphony para la grabación de macros automatizó este proceso, ayudando al usuario final a escribir rápidamente macros para duplicar tareas repetitivas o ir más allá, sin la necesidad de comprender la programación informática. Una de las características más importantes de Symphony fue la integración de los distintos módulos que utilizan este lenguaje de comandos. En su día, era uno de los pocos programas que podía iniciar sesión en una fuente del mercado de valores, seleccionar datos utilizando criterios dinámicos o preasignados, colocar esos datos en una hoja de cálculo, realizar cálculos, luego trazar los datos e imprimir los resultados. Todo esto podría tener lugar en un horario preestablecido sin supervisión.